# Corneromyces kinabalui
Corneromyces kinabalui är en svampart som beskrevs av Ginns 1976. Corneromyces kinabalui ingår i släktet Corneromyces, ordningen Boletales, klassen Agaricomycetes, divisionen basidiesvampar och riket svampar.   Inga underarter finns listade i Catalogue of Life.